# Strzępkoskórka szczeciniasta

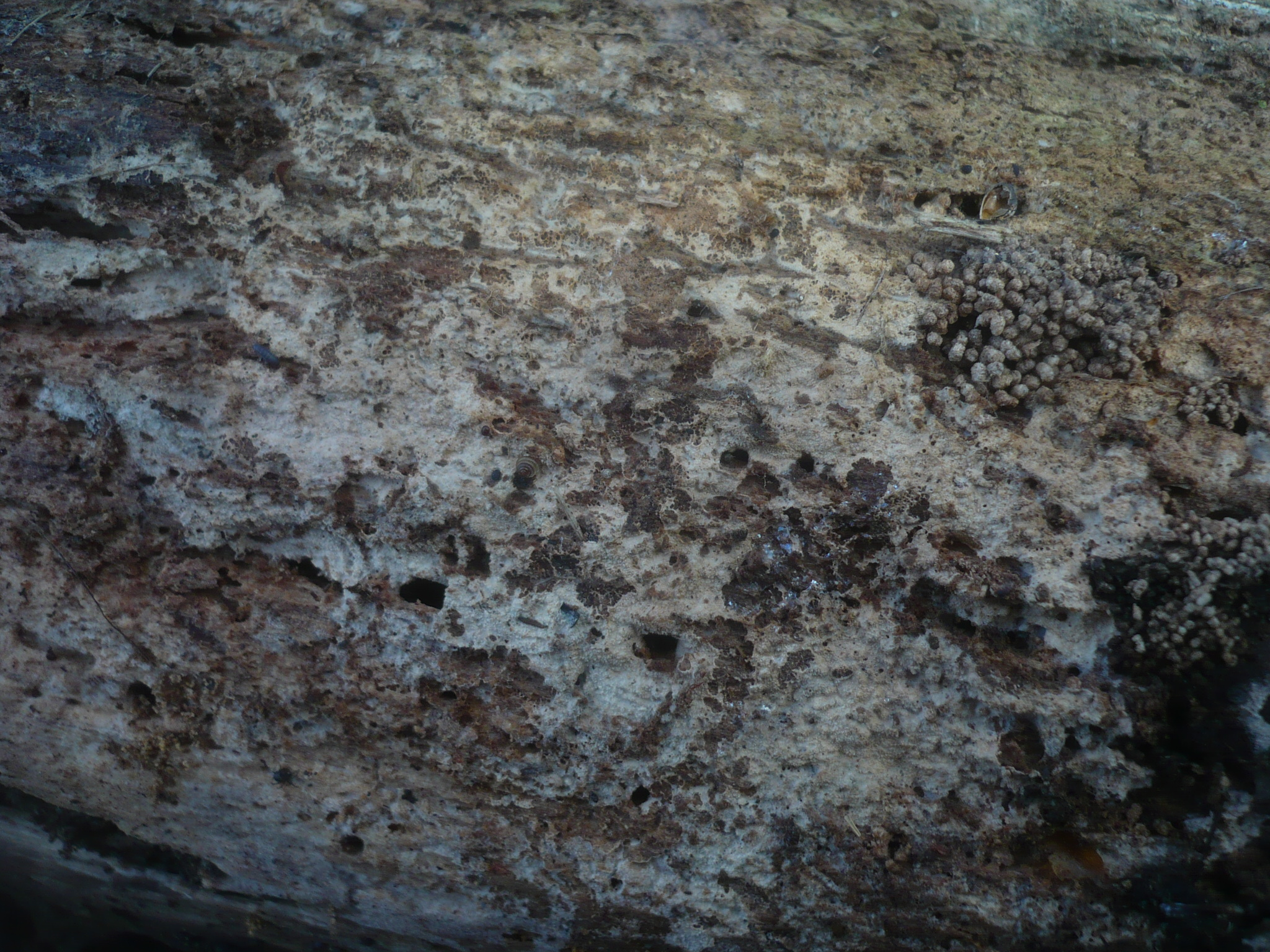

Strzępkoskórka szczeciniasta (Hyphoderma setigerum (Fr.) Donk) – gatunek grzybów z rzędu szczeciniakowców (Hymenochaetales).

## Systematyka i nazewnictwo
Pozycja w klasyfikacji według Index Fungorum: Hyphoderma, Hyphodermataceae, Polyporales, Incertae sedis, Agaricomycetes, Agaricomycotina, Basidiomycota, Fungi.
Gatunek ten opisał w 1828 roku Elias Fries, nadając mu nazwę Telephora setigera. Potem zaliczany był do różnych rodzajów i gatunków, utworzono też wiele jego form i odmian. Obecną, uznaną przez Index Fungorum nazwę nadał mu 1957 r. Marinus Anton Donk. Wszystkie odmiany i formy według Index Fungorum to synonimy.
Ma 33 synonimy. Niektóre z nich:
- Fibricium subtestaceum (Litsch.) Y. Hayashi 1974
- Hyphoderma subtestaceum (Litsch.) Donk 1957[2]

Franciszek Błoński w 1896 r. nadał mu polską nazwę szczotnik biały. Władysław Wojewoda w 1973 r. zmienił ją na strzępkoskórkę szczeciniastą.

## Morfologia
Owocnik
Rozpostarty o grubości od 0,1 do 5 mm, kolisty, czasami poduszeczkowaty. Powierzchnia hymenialna bardzo zróżnicowana; od praktycznie gładkiej do prawie kolczastej z włókienkowatymi zębami lub nieregularnie grudkowata, w stanie suchym promieniście lub koncentrycznie popękana. Barwa początkowo biała, potem żółtawa lub gliniasta, w końcu ochrowa. Brzeg w okazach rozpostartych cienki i zmienny, w okazach poduszczkowatych gruby, strzępiasty.
Cechy mikroskopowe
System strzępkowy monomityczny. Strzępki cienkościenne do nieco grubościennych, o średnicy 3–4 µm, słabo rozgałęzione. Subikulum w wielu owocnikach, zwłaszcza w kulistych na korze jest dość grube. Strzępki w nim są luźno splecione, gęsto rozgałęzione i ściśle zrośnięte w części podhymenialnej. Ich kierunek jest przeważnie prostopadły do powierzchni w części podbłonowej i mniej więcej poziomy w subikulum. Cystydy przeważnie liczne, grubościenne z wyjątkiem rosnącej komórki wierzchołkowej, regularnie przedzielone sprzążkami, początkowo nagie, następnie inkrustowane podwójnie piramidalnymi kryształami. Mają długość 70–200 µm i razem ze sprzążkami średnicę 10–15 µm, gdy są mocno inkrustowane nawet więcej. W niektórych okazach w części podbłonowej występują zamknięte, gruszkowate lub pęcherzopodobne komórki, które wydają się odpowiadać nierozwiniętym cystydom, ponieważ ewidentnie wszystkie cystydy zaczynają się od takich prekursorów. Podstawki maczugowate lub prawie maczugowate, 25–30 × 6–7 µm, 4-sterygmowe ze sprzążką u podstawy. Zarodniki o kształcie od wąsko elipsoidalnego do kiełbaskowatego, często o wypukłej stronie przyosiowej, cienkościenne, gładkie, nieamyloidalne, z kroplami oleju w protoplazmie, 7–10(–13) × 3–4,5(–6) µm.

## Występowanie i siedlisko
Występuje na wszystkich kontynentach poza Antarktydą, a także na wielu wyspach. W Polsce jest tak pospolity, że W. Wojewoda nie przytacza jego stanowisk.
Nadrzewny grzyb saprotroficzny. Występuje w różnego typu lasach i w parkach na martwym drewnie wielu gatunków drzew, zarówno liściastych, jak iglastych. Na drzewach iglastych występuje rzadziej. Na drzewach liściastych występuje zarówno na korze, jak i na drewnie pozbawionym kory. Na stojących pniach, wiszących gałęziach itp. często można zobaczyć formę kulistą, podobną do strąków. Zazwyczaj jednak rośnie na pniakach, kłodach, opadłych gałęziach na ziemi itp. tworząc formy rozpostarte.